# Bệnh Lyme
Bệnh Lyme  (phát âm IPA: /laɪm/) là một chứng nhiễm trùng do vi khuẩn thuộc chi Borrelia gây ra. Dấu hiệu phổ biến nhất của nhiễm trùng là một vùng da bị mẩn đỏ, được gọi là quầng ban đỏ, bắt đầu ở chỗ vết cắn vào khoảng một tuần sau khi xảy ra. Vết ban thường không ngứa hoặc đau. Khoảng 25-50% người bị bệnh không phát ban. Các triệu chứng sớm khác có thể bao gồm sốt, đau đầu và cảm giác mệt mỏi. Nếu không chữa kịp thời, các triệu chứng nặng có thể gồm méo một bên hoặc cả hai bên miệng, đau khớp xương, đau đầu nghiêm trọng đi kèm với cứng cổ, hoặc chứng tim đập nhanh. Nhiều tháng hoặc nhiều năm sau đó, có thể xảy ra các cơn đau khớp và sưng tấy lặp lại. Thỉnh thoảng, bệnh nhân thường bị đau nhói hoặc ngứa ran ở tay và chân. Mặc dù được điều trị thích hợp, khoảng 10 đến 20% bệnh nhân bị đau khớp, gặp các vấn đề về trí nhớ, và cảm thấy mệt mỏi trong ít nhất sáu tháng.
Bệnh Lyme được lây truyền sang người do vết cắn của loại ve ký sinh Ixodes. Thông thường, con ve phải cắn trong thời gian từ 36 đến 48 giờ trước khi vi khuẩn có thể lây lan. Tại Bắc Mỹ, loài vi khuẩn Borrelia burgdorferi sensu stricto và Borrelia mayonii là thủ phạm lây bệnh. Ở châu Âu và châu Á, vi khuẩn Borrelia afzelii và Borrelia garinii cũng là thủ phạm lây bệnh này. Bệnh dường như không lây truyền giữa người, động vật khác, hoặc qua thực phẩm. Chẩn đoán được dựa trên sự kết hợp của các triệu chứng, tiền sử lộ da có thể bị ve cắn và có thể xét nghiệm các kháng thể đặc hiệu trong máu. Xét nghiệm máu thường âm tính ở giai đoạn đầu của bệnh. Xét nghiệm từng cá nhân thường không hữu ích.
Ngăn ngừa bao gồm các nỗ lực để ngăn chặn vết cắn bằng cách mặc quần dài và sử dụng DEET. Sử dụng thuốc chống côn trùng để giảm số vết cắn cũng có thể hiệu quả. Có thể dùng nhíp để gỡ các vết cắn. Nếu vết cắn đầy máu sau khi đã bị gỡ ra, một liều doxycycline duy nhất có thể được sử dụng để ngăn ngừa sự phát triển của nhiễm trùng, nhưng thường không được khuyến cáo vì sự phát triển của nhiễm trùng rất hiếm. Nếu nhiễm trùng xảy ra, có thể dùng một số khán sinh như doxycycline, amoxicillin, và cefuroxime. Việc chữa bệnh thường kéo dài 2 đến 3 tuần. Một số người bị sốt, đau cơ và khớp do điều trị có thể kéo dài trong một hoặc hai ngày. Ở những người phát triển các triệu chứng dai dẳng, liệu pháp kháng sinh lâu dài không được coi là hữu ích.
Bệnh Lyme là chứng bệnh do ve cắn phổ biến nhất ở Bắc bán cầu. Ước tính bệnh này ảnh hưởng 300.000 người tại Hoa Kỳ và 65.000 người tại châu Âu mỗi năm. Nhiễm trùng phổ biến nhất vào mùa xuân và đầu mùa hè. Bệnh Lyme được chẩn đoán là một tình trạng riêng biệt lần đầu tiên vào năm 1975 tại Old Lyme, Connecticut. Ban đầu nó bị nhầm lẫn với viêm khớp dạng thấp chưa thành niên. Các vi khuẩn liên quan lần đầu tiên được Willy Burgdorfer mô tả vào năm 1981. Các triệu chứng mãn tính cũng được mô tả và được gọi là hội chứng bệnh Lyme sau điều trị, mặc dù nó thường được gọi là bệnh Lyme mãn tính. Một số nhà cung cấp dịch vụ y tế cho rằng đó là do nhiễm trùng đang diễn ra; Tuy nhiên, điều này không được cho là đúng. Vắc-xin cho bệnh này trước đây không còn nữa. Nghiên cứu đang được tiến hành để phát triển vắc xin mới.